# 大山田村 (三重県)
大山田村（おおやまだむら）は、かつて三重県阿山郡に存在した村。2004年11月1日に上野市、阿山郡阿山町・伊賀町・島ヶ原村、名賀郡青山町と合併して伊賀市になったため、消滅した。

## 地理
伊賀盆地東部に位置。木津川支流の服部川が西流する。

## 歴史
- 1955年（昭和30年）4月13日 - 山田村・布引村・阿波村が合併して発足。
- 2004年（平成16年）11月1日 - 上野市・阿山郡伊賀町・島ヶ原村・阿山町・名賀郡青山町と合併して伊賀市が発足。同日大山田村が廃止された。

## 行政

### 歴代村長
- 初代：中半三郎 昭和30年4月 - 昭和34年4月
- 2代目：馬岡次郎 昭和34年4月 - 昭和38年4月
- 3代目：藤井治 昭和38年4月 - 昭和46年4月
- 4代目：山本清 昭和46年4月 - 昭和50年4月
- 5代目：川極由太郎 昭和50年4月 - 昭和58年4月
- 6代目：福森和民 昭和58年4月 - 平成7年4月
- 7代目：福岡達雄 平成7年4月 - 平成16年11月1日

## 交通

### 鉄道
村内に鉄道路線はなし。

### バス
- 三重交通 上野市駅前から三重交通利用。

### 道路
- 国道163号
- 三重県道2号伊賀青山線
- 三重県道42号津芸濃大山田線
- 三重県道56号上野大山田線
- 三重県道512号青山高原公園線
- 三重県道669号大山田芸濃線